# 弗雷生新接霉
弗雷生新接霉（学名：Neozygites fresenii）是属于虫霉目新接霉科新接霉属的一种真菌，寄生在蚜虫上。该种分布于全世界各地。